# جون غاردينر (لاعب كريكت)
جون غاردينر (1810 - ) (بالإنجليزية: John Gardiner)‏ هو لاعب كريكت بريطاني.